# Hubert Schösser
Hubert Schösser (ur. 11 listopada 1966 w Innsbrucku) – austriacki bobsleista, dwukrotny medalista mistrzostw świata i zdobywca Pucharu Świata.

## Kariera
Pierwszy sukces w karierze osiągnął w 1993 roku, kiedy wspólnie z Haraldem Winklerem, Gerhardem Redlem i Gerhardem Haidacherem wywalczył srebrny medal w czwórkach na mistrzostwach świata w Igls. Wynik ten reprezentacja Austrii w składzie: Hubert Schösser, Gerhard Redl, Thomas Schroll i Martin Schützenauer powtórzyła podczas rozgrywanych dwa lata później mistrzostw świata w Winterbergu. Ponadto w sezonie 1993/1994 zwyciężył w klasyfikacji Pucharu Świata czwórek, a w sezonie 1997/1998 w tej samej klasyfikacji zajął trzecie miejsce. W 1994 roku wystartował na igrzyskach olimpijskich w Lillehammer, zajmując pite miejsce w dwójkach i czwarte w czwórkach. Na rozgrywanych cztery lata później igrzyskach w Nagano zajął dziewiątą pozycję w czwórkach.